# Ikponwosa Ero

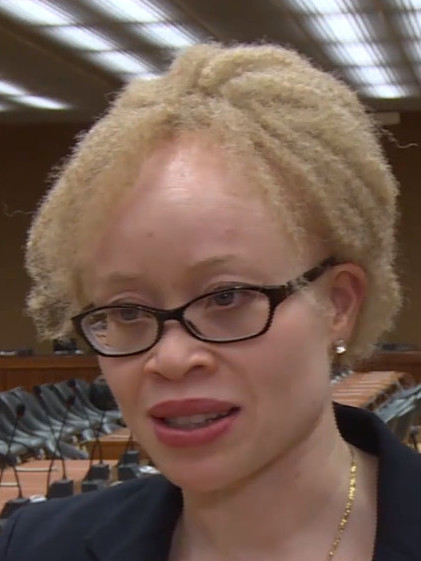
Ikponwosa Ero (2017)

Ikponwosa „I.K.“ Lauretta Ero (* 1981 in Ibadan, Nigeria) ist eine nigerianische Rechtsanwältin und Anwältin im Bereich der internationalen Menschenrechte. Seit ihrer Schaffung 2015 bis August 2021 bekleidete sie die Stelle der UN-Sachverständigen für Albinismus (UN Independent Expert on the enjoyment of rights by persons with albinism) in Genf. Ero zählte zu den Hauptakteuren, die weltweit auf die Menschenrechtsprobleme von Menschen mit Albinismus aufmerksam machten, insbesondere aber in Afrika, wo sie aufgrund ihrer anders aussehenden Hautfarbe körperlich angegriffen werden.
Ero schuf den Regional Action Plan on Albinism (2017–2021) und den darauffolgenden Plan of Action on Albinism and its Implementation Framework (2021–2031). Zusammen mit dem somalischen Botschafter für Menschenrechte, „Bari-Bari“ Yusuf Mohamed Ismail (1958–2015), etablierte sie 2014 den Internationalen Tag der Aufklärung über Albinismus (IAAD = International Albinism Awareness Day), der seit 2015 jährlich am 13. Juni weltweit gefeiert wird, und unterstützte diverse hochrangige Veranstaltungen zum Thema Albinismus, die zu mehreren Resolutionen bei den Vereinten Nationen und der Afrikanischen Union führten.

## Frühe Lebensjahre
Ikponwosa Ero wurde 1981 in Ibadan, Nigeria, geboren. Ihre Eltern gehörten dem nigerianischen Stamm der Bini an. Ihr Vater, Dr. Isaac Izogie Ero, gehörte der bedeutenden Ero-Familie an, die als traditionelle Königsmacher des Königreichs Benin gelten. Er war Professor für Forstwirtschaft und leitete das Forestry Research Institute of Nigeria (FRIN) in Ibadan. Ihre Mutter, Comfort Iyase Adesuwa Ero, eine geborene Iyase der Udo, ist eine Schriftstellerin und Bühnenautorin, die auch als Sekundarschuldirektorin und Dozentin tätig war.
Sie ist das fünfte von sechs Kindern und ist als einzige von Albinismus betroffen. Ihre Grundschulbildung erhielt sie an der Sacred Heart Private School in Ibadan. Darauf besuchte sie das Federal Government Girls College Benin in Nigeria. Im Alter von 15 Jahren emigrierte sie mit ihrer Familie nach Kanada. In Victoria, BC, absolvierte sie die St. Andrews Regional High School. An der University of British Columbia erwarb sie den Bachelor-Abschluss in Political Science and International Relations, an der University of Alberta den Master-Abschluss in Political Science, an der University of Calgary den Juris Doctor sowie den Master of Laws an der Osgoode Hall Law School in Toronto.

## Karriere

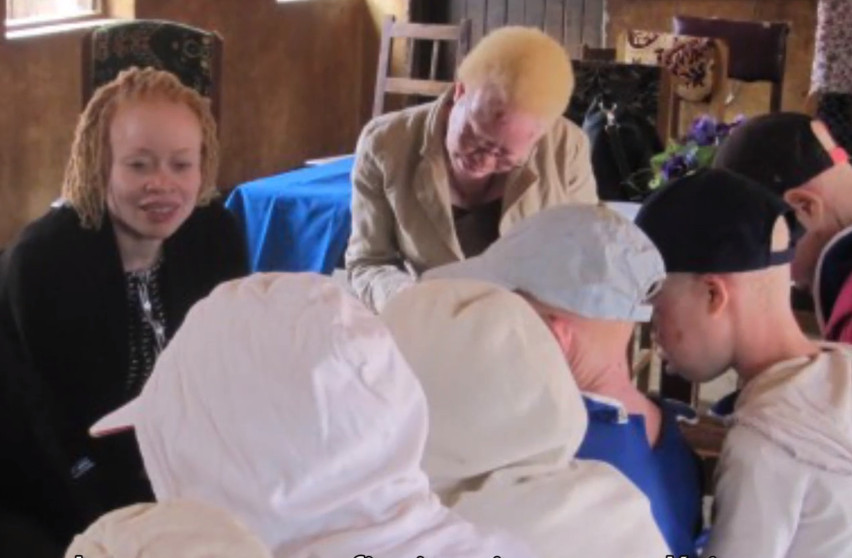
Ikponwosa Ero mit Menschen mit Albinismus (2017)

Nach ihrer Tätigkeit als wissenschaftliche Mitarbeiterin an diversen Fakultäten der University of British Columbia und der University of Alberta besuchte Ero die Osgoode Hall Law School und wurde 2013 als Rechtsanwältin sowohl in Alberta als auch in British Columbia zugelassen. Nach einer kurzen Tätigkeit am kanadischen Federal Department of Justice arbeitete sie als internationale Anwältin und Justiziarin für die internationale Nichtregierungsorganisation Under the Same Sun (UTSS), einer christlichen Hilfsorganisation, die das Wohlergehen von Menschen mit Albinismus durch Bildung und Rechtsbeistand fördert.
Der UN-Menschenrechtsrat benannte Ero am 10. April 2015 zur ersten UN-Sachverständigen für Albinismus. In dieser Funktion führte sie offizielle Besuche und Missionen in Mosambik, Malawi, Tansania, Fidschi, Brasilien und Kenia durch. Ihr Mandat hat weltweit Menschen mit Albinismus beachtliche Fortschritte gebracht, worunter eine bedeutende Sensibilisierung durch die Zusammenarbeit mit Hunderten von Medien und die Veröffentlichungen von ca. 37 offiziellen Lageberichten fällt. Ihre Arbeit zur Bekämpfung körperverletzender Praktiken – insbesondere ihre Organisation des ersten internationalen Workshops über körperverletzende Praktiken im Zusammenhang mit Vorwürfen von Hexerei und rituellen Angriffen – gipfelte schließlich in Richtlinienentwürfen des Panafrikanischen Parlaments der Afrikanischen Union und einer Resolution des UN-Menschenrechtsrates, diese Praktiken zu bekämpfen.
Außerdem gründete Ero die Global Albinism Alliance und das Africa Albinism Network. Derzeit ist sie Direktorin für Menschenrechte der Hilfsorganisation Under the Same Sun sowie Technische Beraterin des Africa Albinism Network. Des Weiteren ist sie stellvertretende Leiterin des länderübergreifenden Forschungsprojekts „Mothering & Albinism“ und Autorin zahlreicher Artikel zum Thema Menschenrechte.
Im Jahre 2020 erhielt Ikponwosa Ero den D-30 Impact List Award in der Kategorie Diversity und den International Advocate Award des US Council on Disabilities.
Muluka Miti-Drummond (* 1978 in Sambia), die bis dato als leitende internationale Menschenrechtsberaterin im Stab von Ero tätig gewesen war, wurde im August 2021 ihre Nachfolgerin als UN-Sachverständige für Albinismus.

## Werke (Auswahl)
- mit Sheryl Reimer-Kirkham et al.: Mothering, Albinism and Human Rights: The Disproportionate Impact of Health-Related Stigma in Tanzania. Foundations of science. 2020, abgerufen am 28. Dezember 2021.
- mit Sheryl Reimer-Kirkham et al.: Albinism, spiritual and cultural practices, and implications for health, healthcare, and human rights: a scoping review. In: Disability & Society. Jg. 34, Nr. 5, 2019, ISSN 0968-7599, S. 747–774.
- Children with albinism: From invisible to visible. In: United Nations (Hrsg.): Celebrating Childhood: A Journey to end Violence Against Children. New York 2017, ISBN 978-92-1060008-8, S. 142–149.
- Human right education in sub-Saharan Africa: An overview of some challenges and prospects. In: African journal of political science and international relations. Jg. 8, Nr. 5, 2014, ZDB-ID 2380826-3, S. 117–123.